# 5.18민주화운동 등에 관한 특별법
5.18민주화운동 등에 관한 특별법은 1979년 12월 12일과 1980년 5월 18일을 전후하여 발생한 헌정질서파괴범죄행위에 대한 공소시효정지 등에 관한 사항등을 규정함으로써 국가기강을 바로잡고 민주화를 정착시키며 민족정기를 함양함을 목적으로 1995년 12월 21일 제정된 법률이다.(동 법 제1조)

## 제정 배경
1995년 7월 검찰은 12.12 및 5.18 사건 관련자를 불기소처분했으며, 이는 사회 각계로부터 거센 비난을 받았다. 5.18 특별법 제정할 즈음 신군부 인사들의 새로운 범죄 혐의가 발견되자 1995년 11월 검찰은 12.12 및 5.18 사건 재수사에 나섰다. 검찰은 5.18 특별법 제정과 헌법재판소의 성공한 내란 처벌 결정 등으로 신군부 인사를 기소 가능하다고 판단했고, 5.18 사건 공소시효 만료 하루 전 날인 1996년 1월 23일 전격적으로 전두환 등 신군부 인사를 5.18 사건의 내란죄 및 반란죄 혐의로 기소했다. 그리고 같은해 2월 2일부터 2월 28일까지 검찰은 12.12 사건, 전두환 전 대통령 비자금 사건, 노태우 전 대통령 비자금 사건 등의 관련자들을 기소했다.

## 적용 대상

### 12.12 사건
대통령은 내란 또는 외환의 죄를 범한 경우를 제외하고는 재직중 형사상의 소추를 받지 않는다는 헌법 84조에 따라 전두환, 노태우는 대통령의 재직 중에 12.12 관련한 혐의의 공소시효 진행은 정지되었다. 따라서 기소 시점에서 공소시효는 넉넉하게 남아있었다.
1996년 2월28일 검찰은 공소시효가 종료된 황영시, 차규헌, 최세창, 장세동, 허화평, 허삼수, 이학봉, 박종규, 신윤희, 정호용에 대해 5.18 특별법 2조를 적용하여 반란모의참여죄, 반란중요임무종사죄로 기소했다.

### 5.18 사건
5.18 사건으로 내란죄로 기소된 전두환, 노태우, 정호용, 이희성, 주영복, 황영시, 차규헌, 허삼수, 허화평, 이학봉 전원 5.18 특별법과 무관하게 공소시효 안에 기소됐다. 5.18 사건에서 신군부 인사의 내란죄, 내란목적살인죄의 공소시효 기산점은 81년 1월 24일이며, 만료일은 1996년 1월 23일이었다. 1996년 1월 23일 검찰은 "공소시효 문제와 관련해서는 5.18특별법과는 전혀 무관하다"며 "5.18관련 내란의 경우 특별법을 적용하지 않더라도 시효가 남아있다고 판단했다"고 발표했다.

## 헌법재판소 판결
12.12 사건과 관련해 5.18 특별법이 적용되어 반란모의참여죄, 반란중요임무종사죄로 기소된 장세동, 최세창은 위헌법률 심판을 신청했고, 황영시 외 5인은 5.18 특별법 2조가 위헌이라면서 헌법소원을 냈다.
판시사항은 크게 다섯 가지이나, '당해 법률 조항 제2조가 소급입법인지에 대해서'에 관한 판단과, '부진정소급입법으로 볼 경우 및 진정소급입법으로 볼 경우 각 경우에 위헌인지'에 관한 판단에서 재판관들은 견해 차이를 보였다.
'공소시효의 정지를 규정한 특별법 제2조가 소급입법인지'에 대해 재판관 4인은 '법률이 규정하고 있는 공소시효제도는 법원의 전속적인 권한에 속하며, 헌법재판소가 관여할 사항이 아니다'라고 하면서, 헌법적 해석이 문제되는 경우에 판단하겠다고 견해표명을 유보하였다. 재판관 3인은 '특별법 제2조는 검찰의 소추권 행사가 불가능하였던 기간을 당연히 공소시효의 진행이 정지된 기간으로 보아야 한다는 법리를 확인한 것에 불과하므로 소급입법이 아니다'라고 하면서, '이것이 공소시효제도의 본질에도 부합하는 해석이며, '성공한 내란도 처벌되어야 한다.'라는 당위성에 합치될 뿐만 아니라, 정의의 관념과 형평의 원칙에도 합치한다.'라고 하였다. 재판관 2인은 '공소시효는 법률로 명시적인 규정을 둔 경우에 한해 정지되는 것인데, 헌법 제84조를 공소시효에 관한 명문규정으로 볼 수 없어 이 사건에 적용할 수 없으므로, 당해 특별법률의 제2조로 말미암아 비로소 당해 사건의 공소시효가 정지되는 것으로 보아야 하기에, 이 법률조항은 관련 사건에 소급적으로 적용하는 소급입법에 해당한다.'라고 판시하였다.
한편 이 특별법을 부진정소급입법으로 볼 경우 당해 법률은 아직 공소시효가 완성되지 않은 경우에 적용하는 법률인데, 이 법률로 인해 공소시효가 완료되지 않고 그 진행이 정지됨으로써 얻게 될 사인의 이익은 불확실한 기대에 불과하므로 공소시효제도로 보호되는 신뢰보호이익은 상대적으로 미약하기에, 위 법률조항은 헌법에 위반되지 아니한다고 판시하여 합헌으로 보는 데에 이견이 없었다.
그러나 이 특별법을 진정소급입법으로 볼 경우, 재판관 5인은 '이 법률조항이 특별법 시행일 이전에 특별법 소정의 범죄행위에 대한 공소시효가 이미 완성된 경우에도 적용하는 한 헌법에 위반된다.'라고 한정위헌 결정했으며, 재판관 4인은 진정소급입법이 허용되는 예외적인 네 가지 경우를 언급하면서, 앞으로 다시는 그와 같은 불행한 사태가 반복되지 않도록 자유민주적 기본질서의 확립을 위한 헌정사적 이정표를 마련하여야 할 공익적 필요는 매우 중대한 반면, 이 사건 행위자들의 법적 지위에 대한 신뢰이익이 보호받을 가치가 별로 크지 않다는 점에서 이 법률조항을 헌법적으로 정당화할 수 있다고 결정했다. 더 나아가 당해 법률은 국가가 실질적으로 소추권을 행사할 수 있는 기간을 다른 일반국민들에 대한 시효기간과 동일하게 맞춤으로써 그동안 초래되었던 불평등을 제거하겠다는 것이므로, 관련 행위자들을 자의적으로 차별하는 것이 아니며 오히려 실질적 정의와 공평의 이념에 부합하는 조치라고 하였다.
이 법률을 진정소급입법으로 본다 하더라도 헌법재판소법 제23조 제2항 제1호에 정한 위헌결정의 정족수인 '위헌결정을 내린 재판관 6인'에 이르지 못하여, 헌법재판소는 5.18 특별법을 합헌으로 선고하였다.

## 관련 판례
- 5·18민주화운동등에관한특별법 제2조는 그 제1항에서 그 적용대상을 '1979년 12월 12일과 1980년 5월 18일을 전후하여 발생한 헌정질서파괴범죄의공소시효등에관한특례법 제2조의 헌정질서파괴범죄행위'라고 특정하고 있으므로, 그에 해당하는 범죄는 5·18민주화운동등에관한특별법의 시행 당시 이미 형사소송법 제249조에 의한 공소시효가 완성되었는지 여부에 관계없이 모두 그 적용대상이 됨이 명백하다고 할 것인데, 위 법률 조항에 대하여는 헌법재판소가 1996. 2. 16. 선고 96헌가2, 96헌마7, 13 사건에서 위 법률 조항이 헌법에 위반되지 아니한다는 합헌결정을 하였으므로, 위 법률 조항의 적용범위에 속하는 범죄에 대하여는 이를 그대로 적용할 수밖에 없다.[2]
- 개별사건법률은 원칙적으로 평등원칙에 위배되는 자의적 규정이라는 강한 의심을 불러 일으키는 것이지만, 개별법률금지의 원칙이 법률제정에 있어서 입법자가 평등원칙을 준수할 것을 요구하는 것이기 때문에 특정규범이 개별사건법률에 해당한다 하여 곧바로 위헌을 뜻하는 것은 아니며, 이러한 차별적 규율이 합리적인 이유로 정당화될 수 있는 경우에는 합헌적일 수 있다. 이른바 12·12 및 5·18 사건의 경우 그 이전에 있었던 다른 헌정질서파괴범과 비교해 보면, 공소시효의 완성 여부에 관한 논의가 아직 진행 중이고, 집권과정에서의 불법적 요소나 올바른 헌정사의 정립을 위한 과거청산의 요청에 미루어 볼 때 비록 특별법이 개별사건법률이라고 하더라도 입법을 정당화할 수 있는 공익이 인정될 수 있으므로 위 법률조항은 헌법에 위반되지 않는다고 본다.[3]

## 같이 보기
- 대한민국 형법의 범죄 목록
- 12.12 군사 반란
- 5.17 비상계엄 전국확대
- 5.17 내란
- 광주 민주화 운동
- 전두환 노태우 대통령 법적 심판